# Бибиков, Дмитрий Сергеевич
Дмитрий Сергеевич Бибиков (24.12.1813 — 08.02.1861)  — потомственный дворянин, видный военный деятель, генерал-майор.

## Биография
Из дворян Тульской губернии. На службу поступил унтер-офицером в Семёновский полк (1831). Переведён корнетом в лейб-гвардии Кирасирский Его величества полк (1832). Окончил курс Военной академии (1834). Обучался в военной академии Генерального штаба, после чего назначен штабс-капитаном в Генеральный штаб (1836). С 1836 по 1848 гг. – на Кавказе, участвовал в военных экспедициях в Чечне и Дагестане, в 1840 г был контужен при Кулим-Юрте. Назначен на службу Генерального штаба на Кавказской линии и Черномории (1840). В 1840 г. жил на одной квартире в Ставрополе с М. Ю. Лермонтовым, сохранилась их переписка. Участвовал в действиях против горцев на Кавказе, совершив шесть кампаний (1840—1847). Пожалован подполковником Генерального штаба (1843), полковник (1848).
Командир Охотского Егерского полка (1849—1855). Участник войны против мятежников в Венгрии (1849), русско-турецкой войне (1853—1854), участник обороны Севастополя (1854). Ранен и контужен в сражении под Инкерманом (24 октября 1854). Генерал-майор (1855). Назначен состоять в запасных войсках (1856).
Избран предводителем дворянства Алексинского уезда (1857) и состоя в этой должности, утверждён членом Тульского комитета по улучшению быта помещичьих крестьян (17 марта 1859). Назначен помощником начальника 14 пехотной дивизии (22 апреля 1859). Награждён многими орденами и медалями, вплоть до ордена святого Владимира 3-й степени (Выс. пр. 1854). В 1861 г занимал должность по- мощника начальника 13-й пехотной дивизии. Умер в начале 1861 года, высочайшим приказом от 8 февраля 1861 года исключен из списков умершим.

#### Исследовательская деятельность
В начале 1840-х гг., занимая должность секретаря канцелярии по управлению мирными горцами при штабе Кавказской линии и Черноморья, Бибиков поднял вопрос о необходимости изучения обычного права горцев и составления сборников адатов черкесов, осетин, чеченцев и кумыков, а затем составления общего свода адатов кавказских горцев. Инициатива Бибикова преследовала практическую цель, связанную с нуждами управления горскими народами, в частности руководства местными судами. Дела в последних разбирались как по адату, так и по шариату при этом содержание норм и того и другого российской администрации было мало знакомо. Бибиков считал необходимым шариат перевести на русский язык, а адат собрать и записать. Свои предложения он изложил в 3-х докладах, представленных в 1842 г на имя командующего генерала Е.А. Головина программа отличалась краткостью и предусматривала сбор и систематизацию адатов по следующим разделам:
1) разделение горских обществ по сословиям;
2) взаимоотношения сословий между собой;
3) дела и преступления, рассматриваемые по адату;
4) суд по адату;
5) права и обязанности каждого сословия;
6) наследственное право всех сословий;
7) раздел имений;
8) духовные завещания;
9) отношения между родителями и детьми;
10) отношения между супругами;
11) мера наказания за неповиновение князьям и узденям;
12) мера наказания за преступления всякого рода
Инициатива встретила одобрение начальства и уже в 1843 г приступили к ее осуществлению. Д. С. Бибиковым были составлены следующие труды:
1. Доклад Д. С. Бибикова по предложению собрать полные сведения об адате и перевести на русский язык правила шариата, 1 февраля 1841 г. опубл. Леонтович, Ф.И., Адаты кавказских горцев – вып. I.  – С. 87–90.
2. Докладная записка Д. С. Бибикова, не ранее 11 декабря 1842 г // опубл. Леонтович Ф.И., Адаты кавказских горцев – вып. I. – С 90–92.
3. Доклад и программа Д. С. Бибикова, по которой предполагалось собирать сведения об адате (или суде по обычаям кавказских горцев), 18 декабря 1842 г //опубл. Леонтович, Ф.И. Адаты кавказских горцев – вып. I. – С. 92–94.

## Семья
Жена: Людмила Алексеевна, урождённая Кошелева.
Сыновья: Алексей (г/р 1858) и Сергей (г/р 1860) Дмитриевич.
Дочь: Варвара Дмитриевна (г/р 1857)